# Europropulsion
La société Europropulsion SA est une entreprise de droit français, filiale commune du groupe franco-allemand ArianeGroup et de l'italien Avio à 50-50, qui effectue la conception, l'assemblage des moteurs à propergol solide et la motorisation des étages correspondants sur les lanceurs Ariane 5 et  Ariane 6, Vega et Vega C de l'Agence spatiale européenne sur la base de lancement de Kourou en Guyane française.

## Activité à Kourou
Europropulsion SA dispose sur le site de Kourou d'un bâtiment d'assemblage (le BIP ou Bâtiment d'intégration Propulseur) dans lequel ont été effectués : 
- l'assemblage des propulseurs d'appoint MPS et l'étage correspondant EAP. Ceux-ci comprennent  deux segments S2 et S3 de 100  fournis par la société Regulus installé sur le même site  et du segment S3 coulé chez Avio en Italie
- l'assemblage du moteur P80 et du premier étage A1A du lanceur Vega.

Une fois assemblés les étages sont pris en charge par la société ArianeGroup pour Ariane et AVIO pour VEGA, qui effectuent l'assemblage final des lanceurs.
À partir de l'année de 2022 les activités de production et intégration du moteur P120C ont été démarrées pour les nouveaux lanceurs VEGA C et Ariane 6.
En juillet 2022 le  succès du nouveau moteur a été confirmé par le vol inaugural de VEGA C.